# Vaina foliar

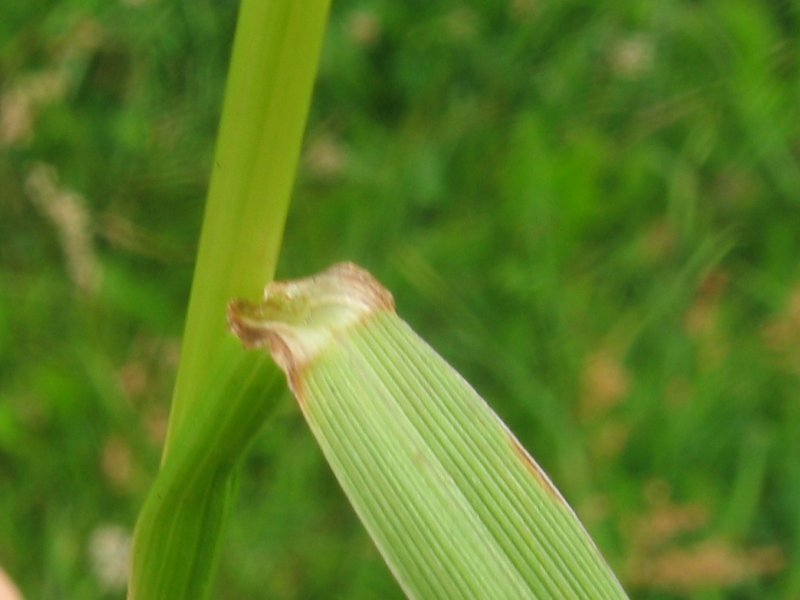
Lámina foliar -en primer plano- seguida de la vaina foliar que rodea al tallo de una planta de la gramínea Lolium multiflorum (raigrás anual).

En botánica, la vaina foliar es un ensanchamiento del pecíolo o de la hoja que envuelve el tallo como ocurre en las gramíneas y muchas apiáceas.
Puede rodear al tallo muy claramente, como es el caso de la vaina cuadrada de las gramíneas, o directamente no existir. Algunas vainas llevan una prolongación membranosa en su parte superior llamada lígula.
En las gramíneas, la vaina foliar nace en un nudo y envuelve a la caña, pudiendo ser más corta o más larga que el entrenudo. Frecuentemente la vaina esta hendida hasta su base, si bien sus bordes se superponen enrollándose alrededor de la caña, pero en muchas especies está parcial o totalmente soldada por sus bordes (como por ejemplo, en Bromus) e incluso la lígula puede formar un anillo continuo alrededor de la caña, como ocurre en Melica y en algunas especies de Poa. Las nervaduras de la vaina son numerosas y uniformes, si bien en especies con cañas comprimidas las vainas pueden presentar una carena conspicua.